# Bellevue (Schweinfurt)
Bellevue (Ortsangabe: an der Bellevue, neuerdings auch: in Bellevue) ist ein Ortsteil der kreisfreien Stadt Schweinfurt im Stadtteil Musikerviertel. Die Bezeichnung der Ortslage Bellevue (bis 1900 auch: Schussermühle) wurde 2018 durch Stadtratsbeschluss auch auf die wesentlich größere südlich gelegene einstige US-amerikanische Wohnsiedlung Askren Manor übertragen. 
Die amerikanische Siedlung war seit Auflösung der US-Heeresgarnison Schweinfurt im Jahre 2014 unbewohnt. Im Rahmen der US-Konversion wird dort seit 2016 ein neues Stadtviertel aufgebaut, das vorwiegend dem Wohnen dient.
Auf dem Gebiet des ursprünglichen Ortslage Bellevue befindet sich die Wüstung der ältesten Schweinfurter Siedlung Affeltrach, die vermutlich noch aus vorchristlicher Zeit stammt.

## Etymologie
Die Bezeichnung Bellevue (schöne Aussicht) bezog sich ursprünglich nur auf die historische Ortslage zwischen Euerbacher Straße, Josef-Reuß-Straße und den Sportanlagen der DJK Schweinfurt. Der Name Bellevue entstand um 1830 durch Friedrich Wilhelm Wolff, der dort eine Mühle zur Herstellung von Farben betrieb. Auf der Anhöhe oberhalb der Mühle, mit Blick über das Tal der Wern, errichtete er die Gaststätte Belle Vue, die in der Biedermeierzeit ein beliebtes Ausflugslokal war.

## Lage
Bellevue liegt am westlichen Rand des Schweinfurter Stadtgebietes. Das Quartier wird im Norden von einer großen Ausfallstraße, der Niederwerrner Straße tangiert, an der das Sachs-Stadion liegt.
Am 20. März 2018 erhielt auf Beschluss des Schweinfurter Stadtrates die ehemalige US-Wohnsiedlung Askren Manor den Namen Bellevue. Somit wird der Gemeindeteil wie folgt begrenzt: im Nordwesten von der Euerbacher Straße, im Nordosten von der Niederwerrner Straße, im Osten vom John-F-Kennedy-Ring, im Süden von der Geschwister-Scholl-Straße mit dem Schulzentrum West und im Westen von Kleingärten mit Schwarzbauten aus der frühen Nachkriegszeit entlang der Wern. Einschließlich der namensgebenden Ortslage Bellevue zwischen Euerbacher Straße und DJK-Sportanlgen beträgt die Fläche des gesamten Gemeindeteils Bellevue 32 ha.

## Geschichte des alten Ortsteils

### Wüstungen
Die Wüstungen Affeltrach, vermutlich aus vorchristlicher Zeit, und Hilpersdorf liegen nahe der historischen Ortslage Bellevue. Hilpersdorf wurde während des Dreißigjährigen Krieges verlassen und die Bewohner zogen nach Schweinfurt. Damals war Affeltrach bereits lange verlassen, der Ort wurde wahrscheinlich bereits in der ersten Hälfte des 14. Jahrhunderts aufgegeben. Heute sind die untertägigen Überreste von Hilpersdorf als Bodendenkmal eingeordnet.

### Neuzeit

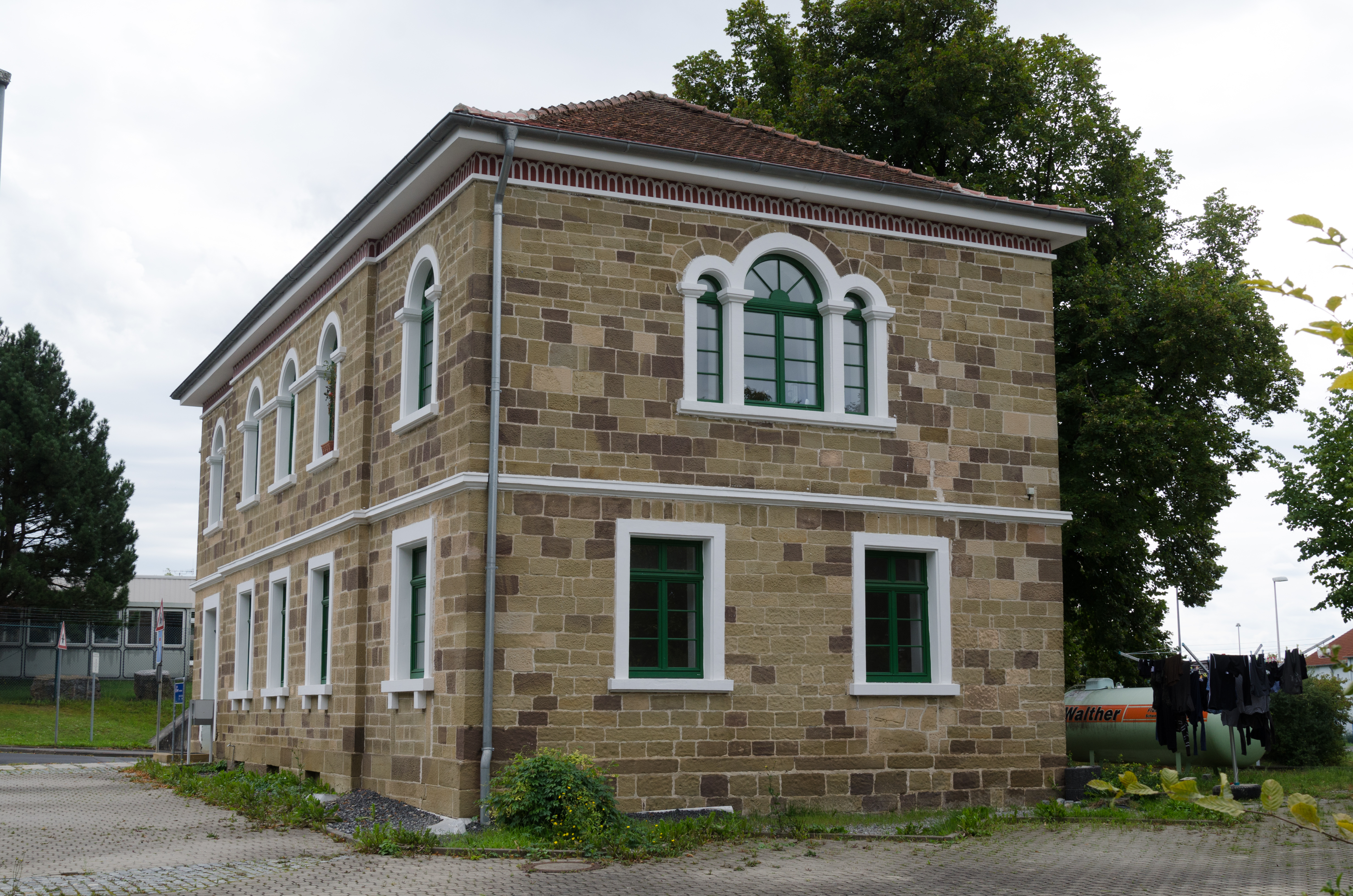
Wolffs Villa an der Bellevue

Im Jahr 1791 entstand an der Wern eine neue Mühle, die sogenannte Schussermühle. Bauherr war der Kaufmann Johann Georg Gademann. Die Mühle wurde zunächst als Schleifmühle betrieben und war noch 1900 unter dem Namen Schussermühle bekannt. Der Besitzer der Mühle wechselte im Jahr 1803. Damals erwarben die Gebrüder Fichtel das Anwesen und erweiterten die Anlage um einen sogenannten Lohgang.
Im Jahr 1812 wurde die Mühle eine klassische Getreidemühle. In der Folgezeit kam es zu häufigen Besitzerwechseln. Die voranschreitende Mechanisierung führte um 1830 zur Einrichtung einer Buntfarbenmanufaktur in der Mühle. Der damalige Besitzer Friedrich Wilhelm Wolff verlegte seinen Wohnsitz oberhalb des Betriebes und ließ dort eine Villa errichten.
Wolff setzte auch die Umbenennung der Anlage durch. Fortan nannte man den Hof und die umgebenden Anwesen Bellevue oder Schönbusch wegen der schönen Aussicht auf das Werntal. Die Mühle hatte in dieser Zeit wieder häufigere Nutzungswechsel. Im Jahr 1859 wurde dort eine Ultramarinfabrik eingerichtet, später wurde sie wiederum Getreidemühle. 1871 bestand in der ehemaligen Schussermühle eine Papierfabrik, ehe dort 1900 eine Konservenfabrik einzog. 1955 wurden wiederum Buntfarben hergestellt.

## Askren Manor

### Name
Bis 2014 befand sich auf dem Gebiet des heutigen Ortsteils Bellevue die Wohnsiedlung (Family Housing) Askren Manor der US-Heeresgarnison Schweinfurt. Die Siedlung wurde nach einem amerikanischen Offizier benannt, der bei einem Manöver-Unfall am Truppenübungsplatz Grafenwöhr in der frühen Nachkriegszeit ums Leben kam.

### Geschichte
Die Siedlung wurde von 1953 bis 1957 errichtet und die Infrastruktur bis 1979 durch zusätzliche Bauten ergänzt. Im September 2014 wurde die Schweinfurter US-Garnison komplett aufgelöst. Askren Manor stand seitdem leer und wurde nicht mehr bewohnt.

### Bestand 2014
Auf 28 ha befanden sich beim Abzug der US-Army 2014 insgesamt 77 Gebäude,. Darunter 34, meist relativ lange Wohnblocks in Zeilenbauweise (Bau 510 – 543) mit drei Vollgeschossen und ausgebauten Dachgeschossen. Die Wohnungen hatten amerikanische offene Grundrisse mit Wohnzimmern von einer Hausseite zur anderen. Im Süden, an der Jackson Street, sind 26 zweigeschossige Doppelhaushälften (Bau 545 – 558, ohne Bau 557), die im neuen Stadtteil Bellevue vollständig erhalten bleiben. Insgesamt besaß das Viertel bei Abzug der Amerikaner 639 Wohnungen und bot Platz für ca. 2.000 Personen.

AAFES Logo an Tankstellen

Im Norden, an der Niederwerrner Straße, lag das Versorgungszentrum Askren Manors, mit Schulzentrum, Kindergarten und Turnhalle. Ein Einkaufszentrum und eine Tankstelle wurden vom Army & Air Force Exchange Service (AAFES) betrieben.
Das Baumviertel Askren Manor, in dem die Straßen englische Bezeichnungen von Baumarten trugen, war in viel Grün eingebettet. Im Laufe der Zeit war ein großer Baumbestand herangewachsen. Von außen und auf Plänen war das kaum wahrnehmbar, weshalb Askren Manor von der Allgemeinheit und in öffentlichen Diskussionen zur US-Konversion meist als langweilige Neubausiedlung aus den 1950er Jahren angesehen wurde. Doch von innen bot die Housing Area zuletzt einen unerwartet großzügigen, parkähnlichen Eindruck.

### Konversion
Wegen des 2012 angekündigten kompletten Abzugs der US-Army aus Schweinfurt im Jahre 2014 wurden zur Konversion von Askren Manor bereits 2012 erste Überlegungen angestellt. Am 29. Februar 2016 unterzeichnete die Stadt Schweinfurt den Kaufvertrag und erwarb von der Bundesanstalt für Immobilienaufgaben (BImA) Askren Manor zusammen mit anderen ehemaligen US-Arealen. Die Planungen des Bundes, das Viertel mit Flüchtlingen aus Syrien zu belegen, wurden nach einer Unterredung der Bundestagsabgeordneten Anja Weisgerber mit dem zuständigen Minister und der Bundeskanzlerin Angela Merkel abgewendet.

## Neuer Stadtteil Bellevue

### Städtebaulicher Wettbewerb
Der Siegerentwurf eines städtebaulichen Wettbewerbs für die Nachnutzung von Askren Manor vom Architekturbüro BS+ aus Frankfurt a. M. sieht vor, zwei Drittel der Wohnblocks abzureißen:
„Auf dem Gelände der 1953 errichteten Wohnsiedlung wird ab 2017 ein nachhaltiges und zukunftgerechtes Wohnquartier mit einer größeren Vielfalt unterschiedlicher Wohnformen entstehen. Dazu wird ein Großteil der Mehrfamilienhäuser abgerissen.“
Auf der Grundlage des Siegerentwurfs wurde mit einigen Abänderungen ein Rahmenplan für Askren Manor für die Vermarktung des Viertels erstellt.

### Aufbau
Das Sanierungsgebiet für den neuen Stadtteil umfasst 14,2 ha. Auf ihm sollen insgesamt 650 Wohneinheiten entstehen, nahezu genauso viele wie Askren Manor mit 697 Wohnungen besaß.
2016 beschloss der Stadtrat, in sechs bestehenden Gebäuden mit jeweils 18 Wohnungen 100 Sozialwohnungen entstehen zu lassen. Eine Fürther Unternehmensgruppe kaufte die sechs Gebäude und sanierte sie. Die beiden ersten neu errichteten Wohnensembles Living@Askren und Living@Manor mit zusammen 105 Eigentumswohnungen erinnern an den ursprünglichen Namen des Gemeindeteils. 2020 begann am John-F-Kennedy-Ring der Bau des neuen Quartier-Eingangs um den Amerikaplatz, mit acht Gebäuden und 121 Wohnungen.

### Neue Schule
Eine neue dreizügige Grundschule mit Ganztagsbetreuung sollte 2022 fertiggestellt werden, die neue Körnerschule. Die Schule war im Juli 2024 noch im Bau. Dazu kommen eine Kindertagesstätte mit Hort und eine Zwei-Feld-Sporthalle.

### Kritik
Die Planungen der Stadt, viele Wohnblocks abzureißen, die nach Angabe der BImA 2004 aufwendig saniert wurden, stießen auf große Kritik. Im Februar 2014 ließ die Stadt Schweinfurt verlauten, alle Wohnblocks abzureißen, was die Opposition im von der CSU dominierten Stadtrat heftig kritisierte und die SPD für die Stadtratssitzung am 25. Februar 2014 einen Dringlichkeitsantrag verfasste. Auch der Siegerentwurf des Architektenwettbewerbs, der vorsieht, zwei Drittel der Wohnblocks abzubrechen, wurde kritisiert. Auch trage er eine Widersprüchlichkeit in sich, mit dem Abbruch eines Großteils der Wohnblocks „für ein nachhaltiges Wohnquartier“.
„Wenn OB Remelé sagt, dass es genügend günstige Wohnungen in Schweinfurt gibt, dann stimmt das einfach nicht [...] Dabei plant die Stadt, in Askren Manor 28 Wohnblöcke guter Qualität abzureißen [...] Das sind Wohnungen, die einfach vorhanden sind, die niemand finanzieren muss! [...] Den Abriss der 500 Wohnungen rechtfertigt die Stadt unter anderem mit einer Schadstoffbelastung [...] Aus zuverlässigen Quellen weiß ich, dass höchstens fünf Wohnungen davon betroffen sein können. [...] Der Abriss der vielen Wohnungen mit guter Bausubstanz bedeutet auch eine enorme Vernichtung von Gemeineigentum. Wegen des allgemeinen großen Bedarfs müssen dann in der Zukunft in der Region um so mehr staatlich geförderte Sozialwohnungen gebaut werden; das heißt: zusätzliche Steuermittel werden verbaut.“